# Dome Tower
Dome Tower ist ein hohes Gebäude in Calgary, Alberta, Kanada. Es befindet sich auf der 333 7th Avenue SW. Das Gebäude befindet sich in der Nähe der Stephen Avenue. Das Gebäude ist ein Teil des Gebäudekomplexes, welches das The Core Shopping Centre, Home  Oil Tower und dem Devonian Gardens urban Park beinhaltet. Das Gebäude hat eine Höhe von 141 Meter und verfügt über 30 Etagen. Das Gebäude wurde 1977 fertiggestellt und wird von 20 Vic Management betrieben.